# Eroberung von Chang'an (306)
Die Eroberung von Chang'an war eine der letzten Schlachten im Krieg der Acht Prinzen.

## Verlauf
Nach seinem Sieg über Sima Yongs General Liu Qiao rückte Liu Kun mit seiner Streitmacht weiter nach Westen und eroberte im Juni 306 Sima Yongs Hauptquartier in Chang’an. Letzterer konnte nur knapp entkommen und wurde wenige Monate später durch einen Hinterhalt Sima Yues getötet.